# جونك (دشت روم)
جونك (بالفارسية: جونک) هي قرية تقع في إيران في قسم دشت روم الريفي. يقدر عدد سكانها بـ 138 نسمة .